# Lola Hernández
Lola Hernández (Villa Carlos Paz, Córdoba, Argentina, 22 de julio de 2010) es una futbolista argentina. Juega como mediocampista en Talleres de la Primera División A.
Debutó en 2024 con tan solo 14 años en el partido que enfrentó a Talleres y Defensa y Justicia. Esto le permitió convertirse en la futbolista más joven en jugar un partido oficial con el club cordobés.

## Trayectoria
Lola Hernández se sumó a las divisiones inferiores de Talleres en el verano de 2022 junto con su hermana Lourdes Hernández. Su primer año, jugó en la categoría Sub-15 como delantera extremo. Con el tiempo, empezó a jugar de enganche y se destacó en la Sub-17. Recibió una convocatoria a la Selección Argentina Sub-17 en 2024. Ese año, con esa categoría fue campeona del Torneo Clausura de la Liga Cordobesa de Fútbol, en el que fue la máxima asistidora del club, con 7 pases de gol, además de marcar 4 goles.
En 2024, debutó en el primer equipo de las Matadoras con tan solo 14 años ante Defensa y Justicia. Marcó su primer gol en el triunfo ante Lima FC. Finalmente, consiguió el campeonato y el ascenso a Primera División.

## Clubes
| Club     | País      | Año             |
| -------- | --------- | --------------- |
| Talleres | Argentina | 2024 - presente |